# Credisson
Credisson este lider pe piața creditelor de consum din România, cu o cotă de piață de aproximativ 20% în anul 2006.
Compania a fost înființată în anul 2003, când era controlată de fondul de investiții suedez Oresa Ventures și Florin Andronescu, fondator și președinte al companiei, care a înființat și distribuitorul de electronice și electrocasnice Flanco.
Credisson International a fost preluată în mai 2005 de către grupul Cetelem, divizia furnizoare de credite de consum a grupului financiar francez BNP Paribas.
Compania este activă printr-o rețea de 460 puncte de vânzare, în peste 60 de orașe din întreaga țară.
În mai 2006, numele companiei a fost schimbat în Cetelem România.
Număr de angajați în 2006: 800